# Jörg Schorer
Jörg-Ralph Schorer (* 12. März 1972) ist ein deutscher Sportwissenschaftler und Hochschullehrer.

## Leben
Schorer besuchte bis 1982 die Grundschule in Hirschberg-Leutershausen, 1991 bestand er am Kurpfalz-Gymnasium in Schriesheim sein Abitur. Im Herbst 1991 nahm er an der Ruprecht-Karls-Universität Heidelberg ein Studium in den Fächern Sport, Sportwissenschaft und Geographie auf. Im November 1998 legte er sein erstes Staatsexamen ab. Im Laufe seines Studiums war Schorer am Institut für Sport und Sportwissenschaft (ISSW) sowie am Geographischen Institut der Uni Heidelberg als studentische Hilfskraft tätig.
Von September 1999 bis Juli 2001 war er am Werner-Heisenberg-Gymnasium in Weinheim sowie am Hebel-Gymnasium in Schwetzingen als Referendar tätig und bestand sein zweites Staatsexamen. Zusätzlich zu den Fächern Sport und Geographie hatte Schorer Weiterbildungen in den Fächern Ethik und Deutsch als Fremdsprache absolviert. Während seiner Referendarszeit blieb er als Wissenschaftliche Hilfskraft am ISSW tätig und setzte diese Arbeit nach dem zweiten Staatsexamen fort, ab August 2002 dann als Wissenschaftlicher Mitarbeiter im Arbeitsbereich „Bewegung und Training“ unter Klaus Roth. In dieser Zeit schrieb er seine Doktorarbeit im Fach Sport und Sportwissenschaft, welche er im Januar 2007 abschloss. In seiner Heidelberger Zeit wirkte er unter anderem an Forschungsprojekten zu den Themen „Sensomotorische Integration“, „Antizipation als Prädiktor für die Talentsichtung von Hockeytorhütern und ihre Entwicklung bis in die Adoleszenz“, „Entwicklung von ergänzenden Sichtungstests im Handball - Leistungsmotivation und Antizipation als Prädiktoren“, „Blickbewegungen beim Handballtorhüter in Abhängigkeit von Umwelt und Motorik“ und „Formative Evaluation des mittel- und kurzfristigen Wahrnehmungstrainings für Torhüter und Strafeckenspezialisten der Feldhockey-Nationalmannschaften des Deutschen Hockey-Bundes zur Vorbereitung auf die Olympischen Spiele in Athen 2004“ mit. Bereits im September 2006 war Schorer als Wissenschaftlicher Mitarbeiter an das Institut für Sportwissenschaft der Westfälischen Wilhelms-Universität Münster gewechselt und gehörte dort im Arbeitsbereich Sportpsychologie zu den Mitarbeitern von Bernd Strauß. Im Juli 2010 schloss Schorer in Münster seine Habilitation ab und war an der Uni Münster als Akademischer Rat, ab Januar 2013 dann als Akademischer Oberrat im Arbeitsbereich Sportpsychologie tätig. In der Zusammenarbeit mit Strauß war Schorer in Münster unter anderem an Forschungsarbeiten zu den Themen „Visuelle Informationsaufnahme und Aufmerksamkeit im Sport“, sowie „Evaluation und Weiterentwicklung des Talentsichtungskonzepts des Deutschen Handball-Bundes“ beteiligt.
Im Mai 2013 trat Schorer am Institut für Sportwissenschaft der Carl-von-Ossietzky-Universität Oldenburg eine Professorenstelle für „Sport und Bewegung“ an. Im Frühjahr 2019 wurde er zum Sprecher der Sektion Sportmotorik der Deutschen Vereinigung für Sportwissenschaft gewählt.
Zu den Schwerpunkten seiner Forschungsarbeit zählen Aspekte der Bewegungswissenschaft, der Sportpsychologie sowie sportwissenschaftliche Arbeitsmethoden. Er beschäftigt sich mit dem Handballsport und anderen Ballspielen, Schiedsrichterentscheidungen im Handball, Talentsichtung und -prognose, dem Blickverhalten, und Leistungssport im Alter.